# مردمان پیراقطبی

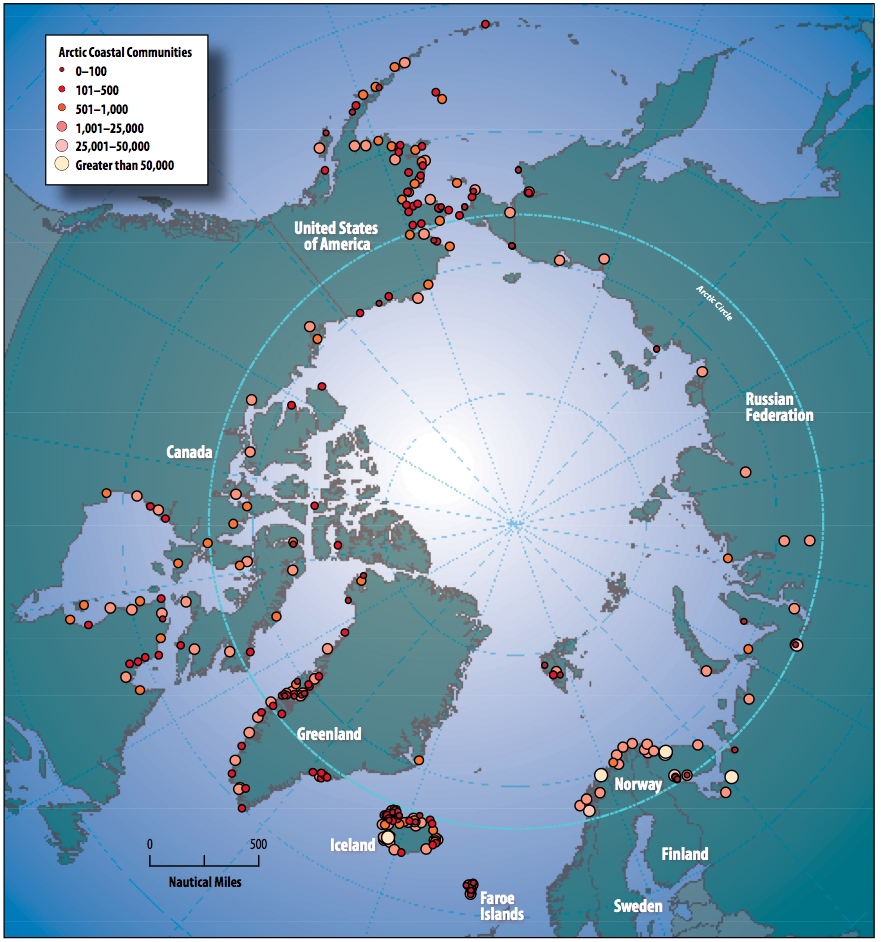
پراکندگی جمعیت انسانی ساحل پیراقطبی حدود ۲۰۰۹ (شامل بومی و غیربومی)

مردمان پیراقطبی (به انگلیسی: Circumpolar peoples) و مردمان شمالگان (به انگلیسی: Arctic peoples)، واژه‌های چتر برای مردمان بومی مختلف منطقه قطب شمال هستند.
تقریباً چهار میلیون نفر در قطب شمال ساکن هستند که از میان آنها ۱۰ درصد مردم بومی هستند که به تعداد زیادی از جوامع متمایز وابستگی دارند. آنها نماینده اقلیت هستند، به استثنای گرینلند که ۹۰ درصد جمعیت آن را اینویت‌ها تشکیل می‌دهند.
یافتن تعداد دقیقی از مردم بومی در قطب شمال دشوار است، زیرا کشورها تمایل دارند این تعداد را کم‌اهمیت جلوه دهند. علاوه بر این، هر کشور روش‌های متفاوتی برای شمارش جمعیت بومی خود دارد. برای مثال، روسیه «مردم کوچک شمال» را از وضعیت رسمی مستثنی می‌کند که هر جامعه‌ای دارای بیش از ۵۰۰۰۰ نفر است؛ بنابراین آنها را از تعریف برخی از جوامع بومی بزرگ از نظر عددی مانند مردم کومی، کارلیایی‌ها یا یاکوت‌ها مستثنی می‌کنند.

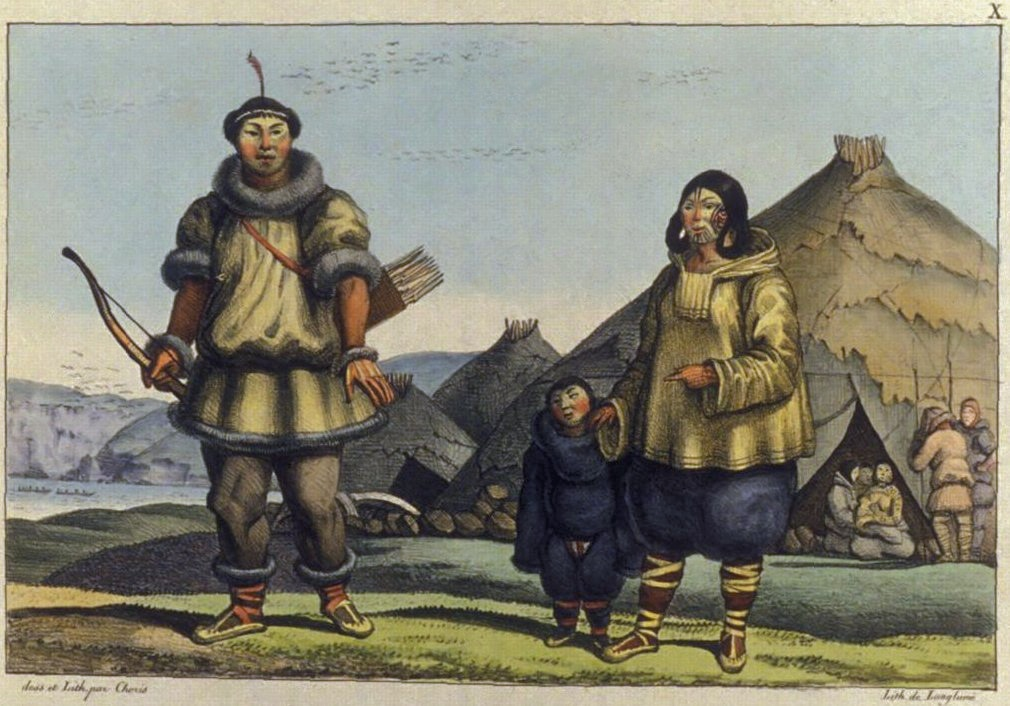
چوکچی، یکی از بسیاری از مردمان بومی سیبری. نمایش یک خانواده چوکچی توسط لوئیس چوریس (۱۸۱۶)